# 링컨: 뱀파이어 헌터
《링컨: 뱀파이어 헌터》(영어: Abraham Lincoln: Vampire Hunter)는 2012년에 개봉한 미국의 3D 액션 공포 스릴러 영화이다. 티무르 베크맘베토프가 감독을, 팀 버턴이 제작을 맡았다. 2010년 발간된 동명 소설(뱀파이어 헌터, 에이브러햄 링컨)이 원작이며, 원작 소설 저자 세스 그레이엄스미스가 각본을 담당하였다.
영화 주인공은 실존 인물인 미국 제16대 대통령(1861-1865) 에이브러햄 링컨인데, 원작인 소설과 본 영화에서 사실 뱀파이어 헌터(흡혈귀 사냥꾼)이었던 것으로 묘사되었으며, 영화는 이런 링컨이 미국을 탈취할 계획을 세운 흡혈귀들을 물리치는 내용을 담고 있다. 미국 남북 전쟁의 몇몇 역사적 사건들에 흡혈귀라는 상상력의 요소를 첨부함으로써 실화와 허구를 조합시켜 이야기를 재구성하였다.
영국에서는 2012년 6월 20일에, 미국에서는 이틀 뒤인 22일에 개봉하였다.

## 줄거리
1818년 에이브러햄 링컨의 어머니 낸시가 인디애나주에서 농장주인 흡혈귀에게 살해된다. 이는 링컨으로 하여금 흡혈귀들을 물리치려는 열정을 불태우게 한다.
링컨은 헨리 스터지스라는 남자를 만나 그의 밑에서 흡혈귀 사냥꾼이 되는 훈련을 받고 어머니 복수에 성공하지만, 헨리가 실은 흡혈귀라는 것을 알게 된다. 헨리는 애덤이란 흡혈귀에게 연인의 목숨을 뺏기고 흡혈귀가 되었으나 흡혈귀들끼리는 서로를 죽이지 못한다는 법칙 때문에 복수조차 못하고 있어 대신 복수를 해줄 인물이 필요했던 것이다.
애덤은 흡혈귀의 시초로 원주민과 최초 정착민을 죽였으며, 유럽 백인들이 노예들을 데려오자 그들을 식량으로 삼고 남부를 장악한 상태이다. 이 흡혈귀들은 거울에 모습이 비치지 않고, 빛에 적응했으며, 은신술을 갖췄고, 유다가 예수를 은화에 팔아치운 이후 은이 신에 대한 배신과 악을 상징해 이 저주받은 자들에게 저주의 물건이 되었다.
대통령이 된 링컨은 백악관에 입성하고, 그가 노예제를 없애 흡혈귀들의 먹이인 노예들을 풀어주려고 하자 애덤의 여자 형제가 하녀로 가장해 들어와 아들 윌리엄을 물어 죽인다. 남북 전쟁에서 아메리카 연합국 대통령 제퍼슨 데이비스가 애덤의 흡혈귀들을 최전선에 배치하자 링컨은 지하 철도를 통해 은제 무기를 옮겨 육군에 전달하고, 승기를 잡는다. 아내 메리는 전장에서 애덤의 여자 형제를 발견하자 목걸이로 차고 있던 윌리엄의 장난감 병정 칼을 탄환으로 삼아 쏜다.
1865년 4월 14일 스터지스가 잔존한 흡혈귀들이 해외로 도망쳤다고 알려주며 링컨에게 흡혈귀가 될 것을 권유하지만 링컨은 이를 거절한다.
오늘날의 워싱턴 D.C.에서 스터지스는 예전에 링컨에게 그러했듯이 바에서 한 남성에게 접근한다.

## 출연진
- 벤저민 워커 - 에이브러햄 링컨 역
- 도미닉 쿠퍼 - 헨리 스터지스 역
- 앤서니 매키 - 윌리엄 존슨 역
- 메리 엘리자베스 윈스테드 - 메리 토드 링컨 역
- 루퍼스 슈얼 - 애덤 역
- 마턴 초카시 - 잭 바츠 역
- 지미 심프슨 - 조슈아 스피드 역
- 조지프 몰 - 토머스 링컨 역
- 로빈 매클레이비 - 낸시 링컨 역
- 에린 와슨 - 바도나 역
- 존 로스먼 - 제퍼슨 데이비스 역
- 캐머런 M. 브라운 - 윌리엄 월리스 링컨 역
- 재클린 플레밍 - 해리엇 터브먼 역
- 앨런 튜딕 - 스티븐 A. 더글러스 역